# Ram Bow Bluff
Il Ram Bow Bluff è un picco roccioso situato sul fianco orientale del Bastione di Stephenson, nella parte centro-meridionale della Catena di Shackleton, nella Terra di Coats in Antartide. 
Fu avvistato per la prima volta nel 1957 dalla Commonwealth Trans-Antarctic Expedition (CTAE) e ricevette questa denominazione perché il suo aspetto ricorda il rostro di prua delle antiche navi da combattimento.